# マンダウエ
マンダウエ（英語: Mandaue）は、フィリピン中部の中部ビサヤ地方に属するセブ州の都市である。

## 概要
州都セブ市の東北に接し、沖合いマクタン島のラプ＝ラプ市ともマクタン・マンダウエ橋とマルセロ・フェルナン橋の2つの橋で接している。この地域はメトロ・セブを構成している都市群である。面積は34.87km2、2010年現在の人口は約33万人である。

## 歴史
- 1969年6月21日 - 市になった。
- 2021年12月16日 - 大型の台風（台風22号）が市内を襲い、多数の住居が破壊された。停電も3日に以上に及び市内の信号機も止まった[2]。

## 姉妹都市
- バカウ、ルーマニア
- モースル、イラク
- バコロド、フィリピン
- バギオ、フィリピン
- ロングビュー、アメリカ合衆国
- ブトゥアン、フィリピン
- マリキナ、フィリピン
- ドゥマゲテ、フィリピン